# Armando Cougnet
Armando Cougnet (Nizza, 20 gennaio 1880 – Milano, 14 dicembre 1959) è stato un giornalista italiano, noto per essere stato il primo organizzatore del Giro d'Italia.

## Biografia
Era figlio di Alberto (1850-1916) - medico, pubblicista, appassionato di scherma (era spadaccino), giornalista e scrittore - che aveva lasciato Nizza per Reggio Emilia nel 1889, alla morte del padre Carlo, il quale vi lavorava come direttore dei Monopoli di Stato e vi possedeva una villa dal 1880. Sia il nonno sia il padre di Armando erano infatti irredentisti, perciò fra i protagonisti, in tempi diversi, dell'esodo di italiani dopo l’annessione alla Francia; il padre, in particolare, era in contatto con Giuseppe Garibaldi.
Fu Alberto, promotore di eventi sportivi e cultore di arte culinaria, a trasmettere al figlio la passione per il nutrizionismo, che Armando Cougnet sviluppò ne Il bilancio alimentare, saggio del 1918 in cui collegò alimentazione equilibrata e miglioramento delle prestazioni atletiche.
A diciott'anni iniziò a scrivere sulle pagine del primo giornale sportivo italiano, La Gazzetta dello Sport. Nel 1902 assunse la direzione amministrativa del giornale, mantenendola anche nei successivi cambi di gestione (1913 e 1922). In particolare, per due anni (1911 e 1912) fu proprietario unico della Gazzetta, e durante la Seconda guerra mondiale anche direttore della testata (1943-1944).
Profondo appassionato di ciclismo, partecipò all'organizzazione delle competizioni ideate dalla Gazzetta, in particolare la Milano-Sanremo, che portò a battesimo nel 1907. Poi maturò in lui l'idea che fosse necessario organizzare in Italia una corsa a tappe di interesse nazionale. Nel 1909 divenne il patron del neonato Giro ciclistico d'Italia, mantenendone l'organizzazione fino al 1948. È attribuita a Cougnet l'idea di vestire il primo in classifica con una maglia di colore diverso dagli altri concorrenti, e così nel 1931 esordì la "maglia rosa". Negli ultimi anni fu affiancato dal giovane collaboratore Vincenzo Torriani.
Oltre che «padre» del Giro d'Italia, è stato l'artefice della fortuna di Dorando Pietri, il maratoneta emiliano vincitore delle Olimpiadi di Londra del 1908 ma successivamente squalificato. Fu infatti Cougnet, con un'attività fra il procuratore sportivo e l'uomo di pubbliche relazioni, ad organizzare le gare professionistiche negli Stati Uniti che diedero definitiva fama e grande ricchezza a Pietri. Non è dato sapere quando i due si conobbero, comunque fu Armando a trattare con la parte americana e a consigliare il suo conterraneo (lui reggiano d'adozione, l'altro reggiano di nascita e famiglia) e quasi coetaneo: come nel telegramma del 22 ottobre 1908, quando gli scrive testualmente: «sii più modesto se vuoi concludere». Dorando diede retta al giornalista e il mese seguente partì per New York, prima di una serie di trionfali trasferte in giro per il mondo.
Il loro rapporto durò negli anni, e pare che dietro certe lettere di Pietri ai giornali, scritte in punta di penna specie in occasione di qualche polemica, vi fosse proprio Cougnet, quasi un addetto stampa-ombra: cosa verosimile, considerato che il piccolo garzone di pasticceria aveva al massimo completato l'obbligo scolastico, all'epoca la terza elementare.

## Intitolazioni
Alla sua memoria è stato istituito il Trofeo Cougnet.